# 日笠勝之
日笠 勝之（ひかさ かつゆき、1945年7月4日 - ）は、日本の政治家。株式会社桜梅桃里取締役相談役。
郵政大臣（第58代）、参議院法務委員長、参議院議員（1期）、衆議院議員（4期）等を歴任した。

## 来歴・人物
岡山県津山市生まれ。岡山県立津山高等学校卒業。慶應義塾大学商学部卒業。大学卒業後は聖教新聞社や公明党・創価学会の職員を務める。
1983年、第37回衆議院議員総選挙に旧岡山県第1区から公明党公認で出馬し、初当選を果たした。以後4期連続当選。1994年、公明党も参加した非自民連立政権の羽田内閣で郵政大臣に任命され初入閣を果たしたが、羽田内閣は日本社会党の連立離脱によりわずか64日で退陣に追い込まれた。公明党解党に伴い、新進党結党に参加。1996年の第41回衆議院議員総選挙では、小選挙区比例代表並立制の導入に伴い新設された岡山1区から新進党公認で出馬したが、自由民主党の逢沢一郎に敗れ、落選した。新進党は1997年に解党。
1998年、第18回参議院議員通常選挙に比例区から公明公認で出馬し、当選。2000年、参議院法務委員長に就任。2004年の第20回参議院議員通常選挙には出馬せず、政界を引退。2005年、株式会社桜梅桃里を設立し代表取締役に就任した。又、同社の日笠佐知恵は妻である。2017年、代表取締役を引退して取締役相談役に就任し、日笠光生が後任の代表取締役に就任した。

## 政策
- 選択的夫婦別姓制度導入に賛同。

## エピソード
初めて郵政大臣室に入室した際、切手がどこにもないことに気づき、「郵政大臣室に切手がないのはおかしい」と、逓信博物館に日本で最初の切手である竜文切手4種を提供してもらい、額に入れて机に飾ったという。